# サムター (サウスカロライナ州)
サムター（英: Sumter、[ˈsʌmtər]）は、アメリカ合衆国サウスカロライナ州の都市。サムター郡の郡庁所在地である。人口は4万3463人（2020年）。ピードモント台地東部にあって、サムター都市圏の中核である。隣接するリー郡とクラレンドン郡と共に、サムター・リー・クラレンドン3郡地域を構成している。

## 歴史
サムターは1845年にサムタービルとして法人化され、1855年に市名をサムターと短縮された。その初期からプランテーションのある開拓地として成長し、繁栄した。サムター市もサムター郡も、アメリカ独立戦争の「戦う闘鶏」と呼ばれたトマス・サムター将軍からその名を得た。
南北戦争のとき、町は南軍にとって重要な物資供給と鉄道の修繕センターだった。戦後、綿花、材木を供給する大規模な鉄道ネットワークを使って成長、繁栄し、20世紀が始まるまでに地域のタバコの出荷中心地となっていた。
20世紀、サムターは工業の主要な中心地となっていた。1941年、ショー空軍基地が開設されたことに始まり（現在は空軍第9航空団、第20戦闘機航空団、アメリカ中央軍）、特に第二次世界大戦後は工業が成長した。次第に繊維、製造、バイオテクノロジー分野で知られるようになり、農産物に加えて小売業の環境や医療の中心として栄え、サウスカロライナ州東中部における事業の中心となっている。
サムター市内にあるアメリカ合衆国国家歴史登録財に指定されているものとして、J・クリントン・ブログドン邸、カーネギー公共図書館、ヘリオット・モイズ邸、チャールズ・T・メイソン邸、マートル・ムーア（プランテーションハウス）、オドネル邸、リップラップス・プランテーション、セイラム・ブラック川長老派教会、ヘンリー・リー・スカボロー邸、ステイトバーグ歴史地区、サムター郡庁舎、サムター歴史地区、サムター町役場・オペラハウス、テンプル・シナイ、エリザベス・ホワイト邸、シングルトンの墓地がある。

## 地理
サムター市は闘鶏の市として知られ、サウスカロライナ州の地理的重心の近くにある。座標では北緯33度55分37秒 西経80度21分49秒 / 北緯33.92694度 西経80.36361度 (33.926942, −80.363541)に位置している。マートルビーチのグランドストランドから西に100マイル (160 km)、ブルーリッジ山脈の東175マイル (280 km) にある。州都コロンビア市が約45マイル (72 km) 西に在り、チャールストン市は約100マイル (160 km) 南である。
アメリカ合衆国国勢調査局に拠れば、市域全面積は26.8平方マイル (69.3 km2)であり、このうち陸地26.6平方マイル (68.9 km2)、水域は0.2平方マイル (0.4 km2)で水域率は0.60%である。
| サムターの気候            | サムターの気候 | サムターの気候 | サムターの気候 | サムターの気候 | サムターの気候 | サムターの気候 | サムターの気候 | サムターの気候 | サムターの気候 | サムターの気候 | サムターの気候 | サムターの気候 | サムターの気候  |
| 月                        | 1月            | 2月            | 3月            | 4月            | 5月            | 6月            | 7月            | 8月            | 9月            | 10月           | 11月           | 12月           | 年              |
| ------------------------- | -------------- | -------------- | -------------- | -------------- | -------------- | -------------- | -------------- | -------------- | -------------- | -------------- | -------------- | -------------- | --------------- |
| 最高気温記録 °F （°C）    | 85 (29)        | 86 (30)        | 96 (36)        | 97 (36)        | 102 (39)       | 108 (42)       | 108 (42)       | 106 (41)       | 104 (40)       | 102 (39)       | 89 (32)        | 86 (30)        | 108 (42)        |
| 平均最高気温 °F （°C）    | 56 (13)        | 59 (15)        | 68 (20)        | 76 (24)        | 83 (28)        | 88 (31)        | 91 (33)        | 90 (32)        | 84 (29)        | 76 (24)        | 67 (19)        | 58 (14)        | 74.7 (23.5)     |
| 平均最低気温 °F （°C）    | 35 (2)         | 37 (3)         | 44 (7)         | 51 (11)        | 60 (16)        | 67 (19)        | 71 (22)        | 70 (21)        | 64 (18)        | 53 (12)        | 44 (7)         | 37 (3)         | 52.8 (11.8)     |
| 最低気温記録 °F （°C）    | 0 (−18)        | 4 (−16)        | 11 (−12)       | 26 (−3)        | 36 (2)         | 39 (4)         | 50 (10)        | 50 (10)        | 39 (4)         | 26 (−3)        | 15 (−9)        | 4 (−16)        | 0 (−18)         |
| 降水量 inch （mm）        | 3.25 (82.6)    | 2.68 (68.1)    | 3.29 (83.6)    | 2.7 (69)       | 3.13 (79.5)    | 4.2 (107)      | 4.96 (126)     | 4.84 (122.9)   | 3.33 (84.6)    | 2.88 (73.2)    | 2.49 (63.2)    | 2.94 (74.7)    | 40.69 (1,034.4) |
| 出典：The Weather Channel |                |                |                |                |                |                |                |                |                |                |                |                |                 |

## 人口動態
以下は2007年の人口推計データである。
| 基礎データ - 人口: 59,180 人 - 世帯数: 34,717 世帯 - 家族数: 4,049 家族 - 人口密度: 775.6人/km2（4,469.5 人/mi2） - 住居数: 46,032 軒 - 住居密度: 232.8軒/km2（603.0 軒/mi2） 人種別人口構成 - 白人: 45.3% - アフリカン・アメリカン: 49.1% - ネイティブ・アメリカン: 1.24% - アジア人: 1.6% - 太平洋諸島系: 0.1% - その他の人種: 1.12% - 混血: 1.41% - ヒスパニック・ラテン系: 1.98% 年齢別人口構成 - 18歳未満: 37.6% - 18-24歳: 12.28% - 25-44歳: 26.04% - 45-64歳: 19.55% - 65歳以上: 14.12% - 年齢の中央値: 33歳 - 性比（女性100人あたり男性の人口） - 総人口: 89.2 - 18歳以上: 83.9 | 世帯と家族（対世帯数） - 18歳未満の子供がいる: 75% - 結婚・同居している夫婦: 66.0% - 未婚・離婚・死別女性が世帯主: 19.3% - 非家族世帯: 21.0% - 単身世帯: 17.3% - 65歳以上の老人1人暮らし: 1.7% - 平均構成人数 - 世帯: 2.52人 - 家族: 3.14人 収入と家計 - 収入の中央値 - 世帯: 39,264米ドル - 家族: 55,328米ドル - 性別 - 男性: 37,078米ドル - 女性: 32,002米ドル - 人口1人あたり収入: 36,949米ドル - 貧困線以下 - 対人口: 26.6% - 対家族数: 13.0% - 18歳未満: 21.8% - 65歳以上: 15.3% |

### 犯罪
下表はサムターの6種の犯罪に関する犯罪率であり、モーガン・クイットノーが人口1万人当たりの率を算出し、全国平均と比較して「アメリカの最も危険な都市」ランキングに使っている。この統計は実際の犯罪件数ではなく、人口10万人当たりの数字になっている。
| 犯罪       | サムター市（2006年）発生率 | 全国平均 |
| ---------- | -------------------------- | -------- |
| 殺人       | 9.9                        | 6.9      |
| 強姦       | 34.7                       | 32.2     |
| 強盗       | 215.9                      | 195.4    |
| 加重暴行   | 1059.7                     | 340.1    |
| 夜盗       | 1228.4                     | 814.5    |
| 自動車泥棒 | 282.9                      | 526.5    |

連邦議会クオータリー・プレス2008年都市犯罪ランキングに拠れば、サムター大都市圏は全国338の大都市圏の中で全犯罪発生率が第5位の高さになっていた。

## インフラ

### 市政府と政治
サムター市は1912年6月11日に初めて市政委員会・マネジャー方式の政府を採用したという特徴がある。市政委員会は小選挙区6区の代表で構成され、市マネジャーを指名して、市の日々の運営を監督させる行政部門の長として機能させている。サムター市では4年毎に市長選挙を行っている。2016年が次の選挙年である。市長は市政委員会の議長も務める。
市政委員会の委員の任期は4年間であり、多選の制限は無い。委員は小選挙区から選ばれ、市長は市全体を選挙区に選ばれる。市政委員会は政策を決め、法、規則、規定を制定し、町の未来と経済的な成長を画策する。また市民サービスの秩序有り効率的な運営のために必要な支援を行う責任がある。

## 教育
2011年7月1日、サムター教育学区第2と第17が統合されて新しくサムター教育学区となった。
この学区の学校はブルーリボン学校として全国的な認証を得ており、毎年大きな奨学金を得られる生徒を輩出し、賞を得られるような教師や管理者を雇用している。各公立学校は南部カレッジ学校協会と州教育省の認証を得ている。
サムターの地域には多くの賞を得られるような私立学校もある。例えばトマス・サムター・アカデミー、ウィルソン・ホール、サムター・クリスチャン学校、セントアン・カトリック学校、セントフランシス・ザビエル高校、ベリア・ジュニア・アカデミー、ウェストサイド・クリスチャン・アカデミーがある。

### 高等教育機関
サムター市内には幾つかカレッジクラスの教育機関がある。モリス・カレッジは私立4年制教養系カレッジであり、中央カロライナ工科カレッジは公立2年制工科カレッジ、サウスカロライナ大学サムター校もある。セントレオ大学、トロイ大学、ウェブスター大学は全て、ショー空軍基地で授業を行い、学位取得プログラムを運営している。

## ショウ空軍基地
市内にあるショウ空軍基地には、アメリカ中央軍、第9空軍、第20戦闘航空団の本部があり、その他テナント部隊もある。第二次世界大戦以後、この地域の連邦政府と文民の雇用源となってきた。
ショウ空軍基地に配属されている戦闘機はF-16 ファイティングファルコンであり、多目的戦闘機である。湾岸戦争では主力戦闘機だった。ドワイト・D・アイゼンハワー大統領からバラク・オバマ大統領まで、市民のサービスに対する感謝を表すために基地を訪問してきた。基地の名は、第一次世界大戦で最初に戦闘任務で飛行したアメリカ人であるアービン・デイビッド・ショウ中尉にちなんで名付けられた。

## 交通

### 大量輸送
サンティ・ウォーターリー地域交通局は、サムター大都市圏で大量輸送を担当する機関である。ショー空軍基地とも連携している。サムター市と郡内の町を結ぶ急行シャトル便や通常のバス便を運行している。2002年10月に設立された。2003年から1万人以上の乗客を運んでおり、路線を拡張し、安全で快適な交通手段を提供している。近年は天然ガス燃料車を追加し、それを拡大する計画がある。

### 道路と高規格道路

#### 州間高速道路
- 州間高速道路95号線

#### アメリカ国道
- アメリカ国道15号線
- アメリカ国道76号線
- アメリカ国道378号線
- アメリカ国道401号線
- アメリカ国道521号線

#### サウスカロライナ州道
- サウスカロライナ州道120号線
- サウスカロライナ州道261号線
- サウスカロライナ州道441号線
- サウスカロライナ州道762号線

## スワン湖/アイリス庭園

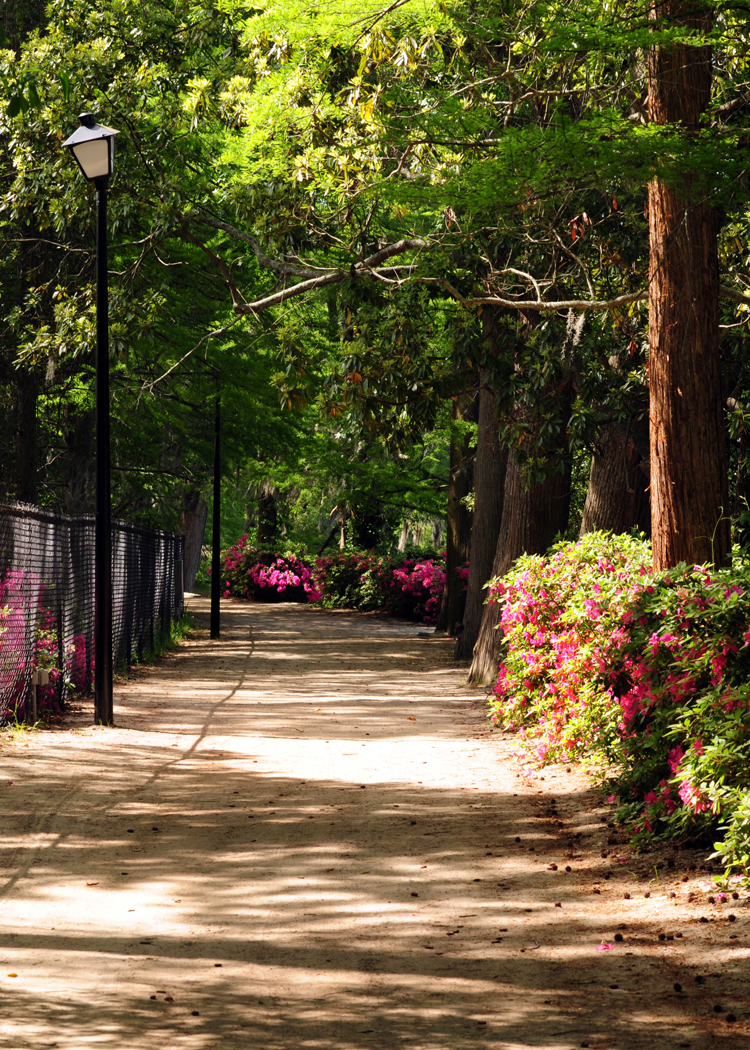
アイリス庭園の歩道

スワン湖/アイリス庭園は、白鳥の種として知られている8種が全て生息することで、国内唯一の公立公園である。スワン湖の美しい黒い水が壮観なアイリス庭園の舞台になっている。湖の中には彩のある島が点在し、野生生物が豊富である。毎年5月半ばから6月初めまで咲く花菖蒲（ジャパニーズ・アイリス）は、国内でも最も多い。他にも椿、ツツジ、デイリリー、コブシなど多種の花が見られる。ブレイル・トレイルは視覚障碍者でも庭園の香りや近くを楽しめるようになっており、蝶々庭園やチョコレート庭園はどちらも感覚を楽しませてくれる。
この地域は1927年に地元実業家ハミルトン・カー・ブランドが、個人用の釣りを楽しむ場所として開発したのが最初だった。西リバティ通りの北側となっている30エーカー (120,000 m2) の湿地も開発したのと同時に、花菖蒲のある自宅の敷地の庭園を造った。それらの生育に失敗し、遠くニューヨークの園芸家と相談したあとで、庭師に球根を掘り出し湿地に捨てるよう命じた。翌春、それらが花開いた。雑誌「サザン・リビング」から「愛すべき誤り」と言われたこの偶然の庭園はそれ以来、アメリカ合衆国でも最上級に美しい植物庭園に開発されてきた。
この公園では年間を通じて多くの行事や祭が開催されている。毎年の「花菖蒲祭」はサウスカロライナ州でも最古の祭であり、5月のメモリアルデイの週末にここで開催されている。クリスマス・シーズンには夜のファンタジー・オブ・ライトがあり、100万球以上の様々な色の電球が様々な形に飾り付けられる。毎年アースデイの祝祭もある。

## スポーツ
ライリー・パークは2,000席のスタジアムであり、主に野球試合に使われ、クラスAのサウス・アトランティックリーグで試合を行う、アトランタ・ブレーブス傘下のサムター・ブレーブスが本拠地にしていた。1985年から1990年まで活動していたが、その後はジョージア州メイコンに移った。ここからメジャーのアトランタ・ブレーブスに昇格した選手として、トム・グラビン、デビッド・ジャスティス、ケビン・ブラウン、マーク・ウォーラーズ、ライアン・クレスコ、ビニー・カスティーヤがいた。1991年、サムター・ブレーブスの後に、モントリオール・エクスポズ傘下のサムター・フライアーズが活動したが、1シーズンのみで去った。その後はプロチームが活動していない。
ライリー・パークはアメリカン・リージョンの野球チームであるP-15sも本拠地にしている。このチームは1940年から2011年まで15回、州で優勝してきた。2006年にはアイオワ州シーダーラピッズで開催されたアメリカン・リージョン・ワールドシリーズに進出したが、4位に終わった。2008年と2009年にはノースカロライナ州シェルビーで開催されたワールドシリーズにも出場した。
パルメット・テニス・センターはパルメット公園にある最新式のテニスコートである。公式のコートが24面ある。毎年、青年、大学、プロのテニス大会が多く開催されている。サムター記念スタジアムはサムター高校の運動チームゲイムコックスが本拠地にしている。ドナルド・L・クロリー記念スタジアムのマービン・モンゴメリー・フィールドは、クレストウッド高校のナイツが、ドクター・J・フランク・ベイカー・スタジアムはレイクウッド高校のゲイターズが本拠地にしている。
1950年代、サムターは州の卓球選手権で強かった。1951年、オリバー・スタブスで開催された全米卓球選手権でサムター出身のチャンピオンが生まれた。
ニューヨーク・ヤンキースの元二塁手ボビー・リチャードソンはサムターの出身である。サムターはリチャードソンの栄誉を称えて少年用野球場を造り、その名前を付けた。NBAで活躍しているバスケットボール選手レイ・アレンもサムターの出身である。

## 著名な出身者
- ピート・チルカット、NBAのバスケットボール選手、1991年から2000まで9シーズンで7チームを渡り歩いた。
- ボビー・リチャードソン、MLBのプロ野球選手、ニューヨーク・ヤンキースの1960年代前半の黄金期を支えた二塁手。。